# Lepidocaryeae
Die Lepidocaryeae sind eine Tribus der Familie der Palmengewächse (Arecaceae).

## Beschreibung

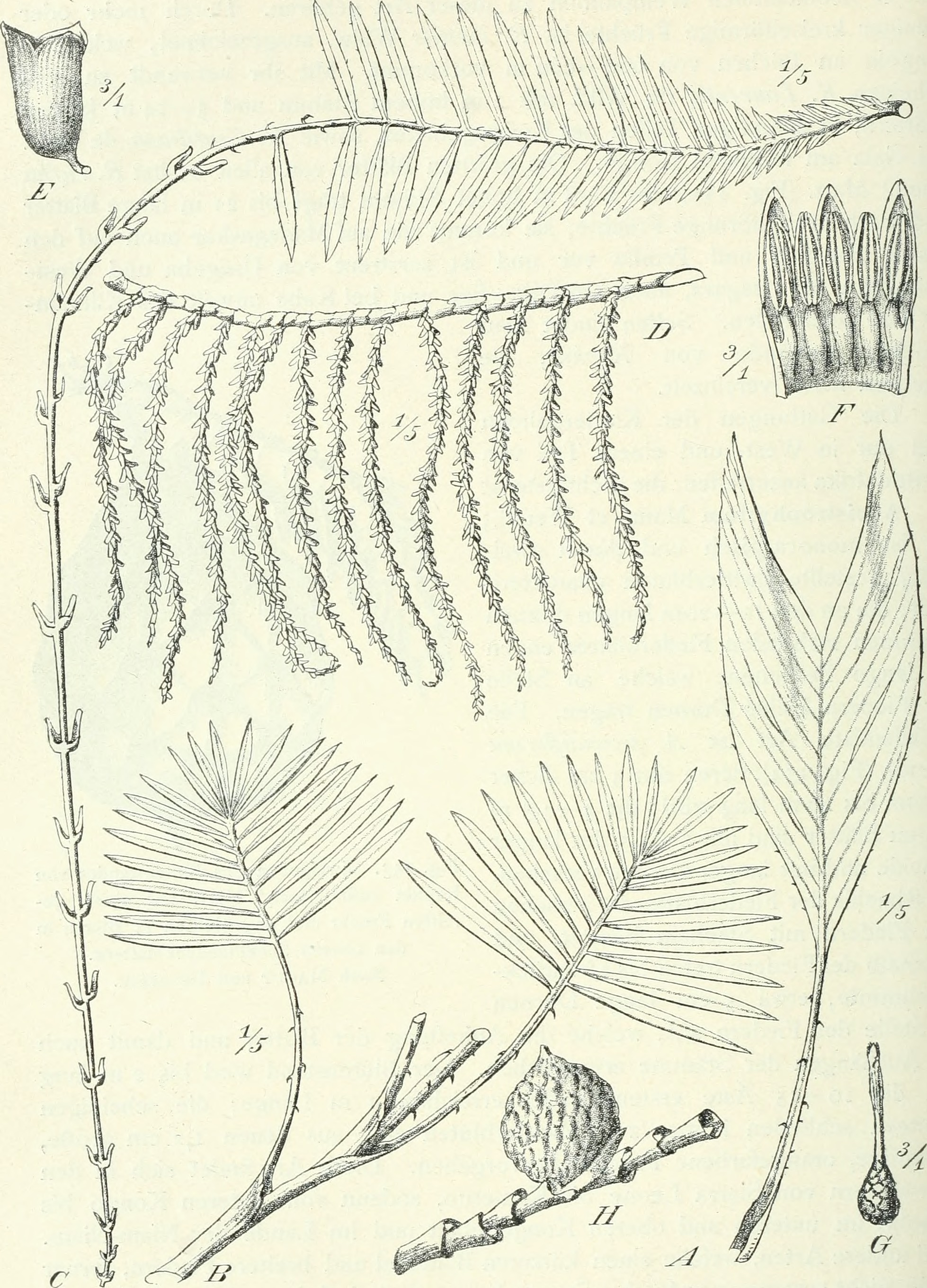
Illustration aus Die Pflanzenwelt Afrikas, insbesondere seiner tropischen Gebiete - Grundzge der Pflanzenverbreitung im Afrika und die Charakterpflanzen Afrikas, 1910 von Laccosperma secundiflorum

### Vegetative Merkmale
Die Vertreter der Lepidocaryeae sind baumförmige oder stammlose oder kletternde Palmen. Die Blätter sind gefiedert oder fächerförmig. Die Palmen sind mit Stacheln bewehrt oder sie sind unbewehrt.

### Generative Merkmale
Sie sind diözisch, monözisch oder zwittrig, sie können mehrfach oder nur einmal blühend sein. Die Blütenstände besitzen gewöhnlich in zwei Zeilen (distich) stehende Hochblätter. Die Narben sind pyramidenförmig. 

## Verbreitung
Die Vertreter kommen im tropischen Bereich von Zentral- und Südamerika sowie von Westafrika bis Madagaskar vor.

## Systematik

### Taxonomie
Die Tribus Lepidocaryeae wurde 1829 durch Carl Friedrich Philipp von Martius in Barthélemy Charles Joseph Dumortier in Analyse des Familles de Plantes, 55 aufgestellt. Typusgattung ist Lepidocaryum Mart.

### Äußere Systematik
Die Tribus Lepidocaryeae gehört Unterfamilie Calamoideae innerhalb der Familie Arecaceae. Die Tribus Lepidocaryeae im Sinne von Dransfield et al. 2008 werden in den meisten Studien als natürliche Verwandtschaftsgruppe (Monophylum) identifiziert. Ihre Schwestergruppe sind die Calameae.

### Innere Systematik
Zur Tribus Lepidocaryeae werden sieben Gattungen in drei Subtriben gezählt:
 Subtribus Ancistrophyllinae
Die Vertreter sind kletternde, zwittrige oder monözische Palmen. Sie können einmal oder mehrmals blühen. Die Blätter sind gefiedert, bewehrt und haben Cirri mit zurückgebogenen Akanthophyllen. Während die Gattungen vegetativ recht ähnlich sind, zeigen sie in den Blütenständen eine beträchtliche Vielfalt. Sie wachsen in den afrikanischen Tropen. 
- Oncocalamus (G.Mann & H.Wendl.) H.Wendl.
- Eremospatha (G.Mann & H.Wendl.) Schaedtler
- Laccosperma (G.Mann & H.Wendl.) Drude

Subtribus Raphiinae

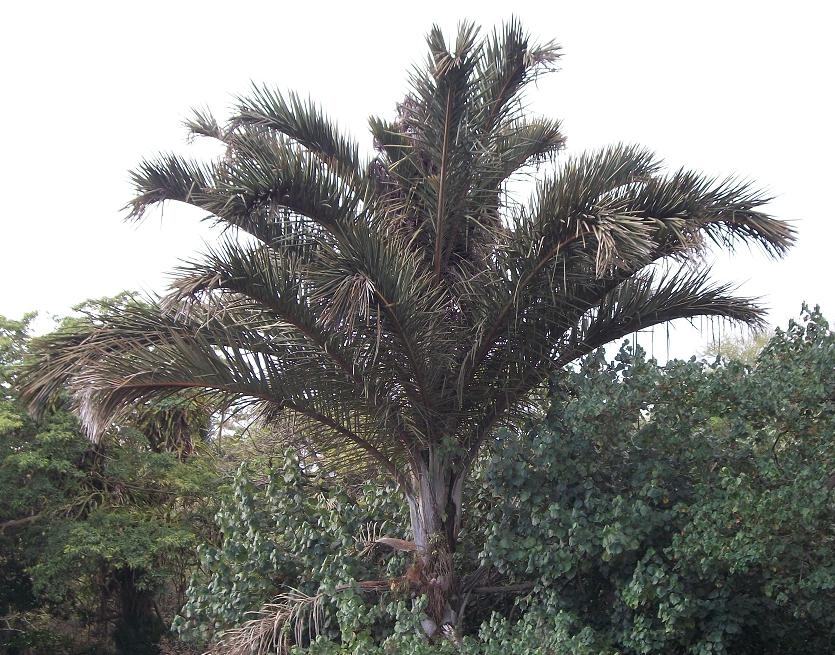
Raphia australis

Die Vertreter sind stammlose oder baumförmige, monözische, einmal blühende Palmen. Die Blätter sind gefiedert, Blattstiel und Rhachis sind unbewehrt. An den Blütenständen tragen die Rachillae unten weibliche und an den Enden männliche Blüten. Die Arten kommen in den afrikanischen Tropen vor, eine Art in Südamerika. 
- Raphia P.Beauv.

 Subtribus Mauritiinae
Die Vertreter sind baumförmige, diözische, mehrfach blühende Palmen. Die Blätter sind fächerförmig und unbewehrt. Die Pollenkörner sind kugelig mit intectaten Vorsprüngen. Der Samen ist klein und hat an der Spitze einen knopfartigen Anhang.
- Lepidocaryum Mart.
- Mauritia L. f.
- Mauritiella Burret

Die Verwandtschaft zwischen den Subtriben stellt sich wie folgt dar:
|  | \| \| Mauritiinae \| \| \| \| \| \| Raphiinae \| \| \| \| |
|  |                                                           |
|  | Ancistrophyllinae                                         |
|  |                                                           |
|  | Mauritiinae                                               |
|  |                                                           |
|  | Raphiinae                                                 |
|  |                                                           |

|  | Mauritiinae |
|  |             |
|  | Raphiinae   |
|  |             |

## Belege
- John Dransfield, Natalie W. Uhl, Conny B. Asmussen, William J. Baker, Madeline M. Harley, Carl E. Lewis: Genera Palmarum. The Evolution and Classification of Palms. Zweite Auflage, Royal Botanic Gardens, Kew, 2008, ISBN 978-1-84246-182-2, S. 146ff.